# Coenwulf af Mercia
Coenwulf (også stavet Cenwulf, Kenulf eller Kenwulph; latin: Coenulfus) var konge over Mercia fra december 796 til sin død i 821. Han afstammede fra kong Pybba, der herskede over Mercia i begyndelsen af 600-tallet. Han efterfulgte Ecgfrith, søn af Offa; Ecgfrith regerede kun i 5 måneder, og Coenwulf besteg tronen samme år som Offa døde. I de første år af hans regeringstid måtte han håndtere et oprør i Kent, der havde været under Offas kontro. Eadberht Præn vendte tilbage fra sit eksil i Franken og krævede tronen i Kent, og Coenwulf måtte vente på støtte fra paven, før han kunne gøre noget ved det. Da pave Leo 3. indvilligede i at bandlyse Eadberht, invaderede Coenwulf og generobrede kongeriget; Eadberht blev taget til fange og blev blændet og hans hænder blev hugget af. Coenwulf mistede tilsyneladende også kontrollen med kongeret East Anglia i løbet af de første år af sin regeringstid, da der er blevet slået uafhængige mønter under kong Eadwald. Mønter slået af Coenwulf optræder igen fra 805, hvilket indikerer at kongeriget igen var under Mercias kontrol. Der er kilder på adskillige krigstogter mod Wales, men kun én konflikt med Northumbria, i 801, men det er sansynligt at Coenwulf fortsat støttede modstandere af af Northumbrias kong Eardwulf.
Coenwulf kom i konflikt med ærkebiskop Wulfred fra Canterbury over om lægfolk kunne styre religiøse bygninger som klostre. Nedbruddet i deres forhold resulterede i at ærkebiskoppen ikke kunne udøve sin pligter i mindst 4 år. En delvist løsning blev nået i 822, med Coenwulfs efterfølger, kong Ceolwulf, men det var ikke før 826 at en endelig aftale blev indgået mellem Wulfred og Coenwulfs datter, Cwoenthryth, der havde været den primære modtager af Coenwulfs gaver af religiøse ejendomme.
Coenwulf blev efterfulgt af sin bror, Ceolwulf; en legende fra efter den normanniske erobring af England påstår at hans søn Cynehelm blev myrdet for at overtage tronen. Inden for 2 år var Ceolwulf blevet afsat og kongeembeddet kom aldrig tilbage i Coenwulfs familie. Coenwulf var den sidste konge over Mercia der havde stor indflydelse og magt ove randre angelsaksiske kongeriger. Indenfor et årti efter hans død var Wessex begyndt at rejse sig under kong Egbert, og Mercia fik aldrig sin tidlige magtposition tilbage.